# 3401 Vanphilos
3401 Vanphilos (1981 PA) là một tiểu hành tinh bay qua Sao Hỏa được phát hiện ngày 1 tháng 8 năm 1981 bởi Harvard College ở trạm Agassiz.